# 直交周波数分割多重方式
直交周波数分割多重方式（ちょっこうしゅうはすうぶんかつたじゅうほうしき、英語: orthogonal frequency-division multiplexing, OFDM）は、デジタル変調の一種である。coded OFDM (COFDM) とは実質的に同一である。フランスの Centre Commun d'Etudes de Télévision et de Télécommunications（放送通信研究所、略称：CCETT）で、第3世代移動通信システム用に開発されたが、本格的に導入されたのは第3.9世代移動通信システムからである。

## 概要

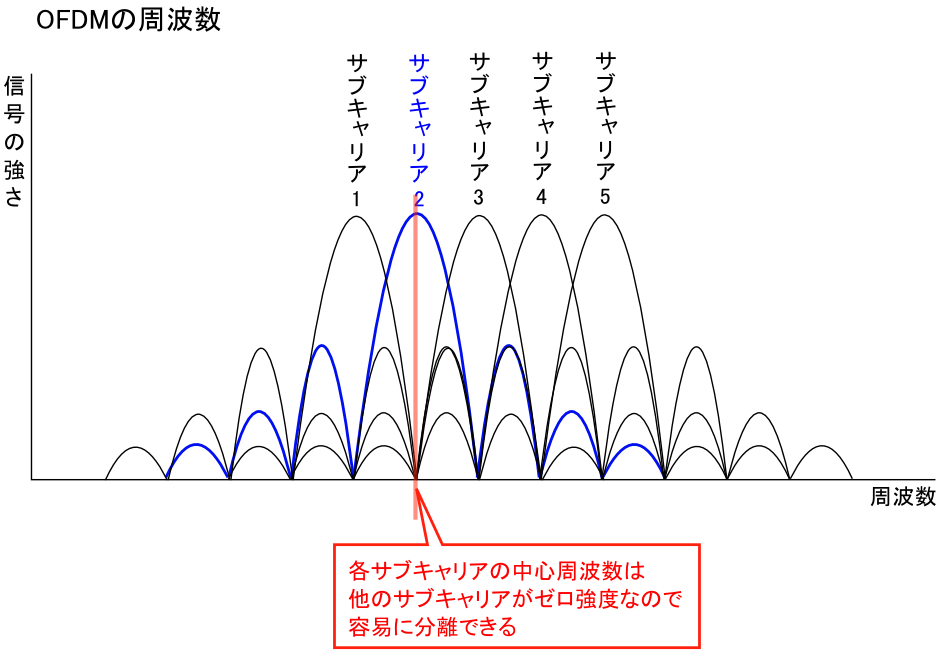
OFDMの周波数

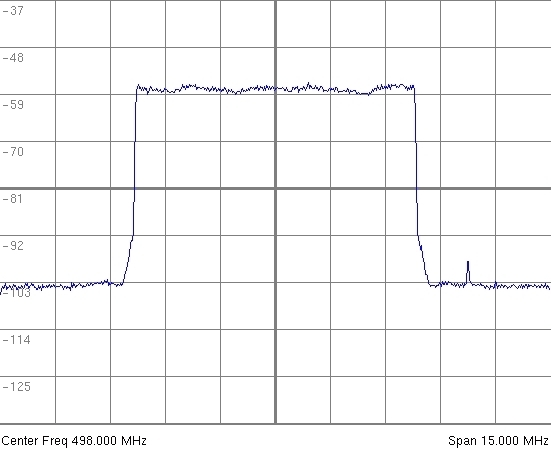
OFDMシグナルスペクトラム

データを、多数の搬送波（サブキャリア）に乗せるので、マルチキャリア変調に属する。これらのサブキャリアは互いに直交しているため、普通は周波数軸上で重なりが生じる程に密に並べられるにも拘わらず、従来の周波数分割多重化方式 (FDM) と異なり、互いに干渉しない利点がある。サブキャリアは高速フーリエ変換 (FFT) アルゴリズムを用いて効率的に区別できる。
OFDMは広帯域デジタル通信において、無線／有線の区別を問わず広く使われている。具体的な応用としてデジタルテレビや放送、ブロードバンドインターネット接続が挙げられる。
各々のサブキャリアは直交振幅変調 (QAM) 等の従来通りの方式で、低シンボルレートで変調される。この段階でのデータレートは、同じ帯域幅のシングルキャリア変調と比較すると同程度である。では主要な長所は何かと言うと、複雑なフィルタ回路なしでも悪い伝送路（チャネル）状況に対応できる点である。具体的には長い銅線による高周波の減衰、マルチパスによる狭帯域干渉や周波数選択性（フェージング）等に強い。OFDMは、高速の変調を受けた単一の広帯域幅信号ではなく、ゆっくりとした変調を受けた多数の狭帯域幅信号を使っているとみなせる。このためチャネルのイコライザーは簡易で済む。
シンボルレートが低いおかげでシンボル間のガードインターバルが利用できるため、時間軸上での拡散への対処や、符号間干渉 (ISI) の除去が可能になる。さらにシングルキャリアネットワークの構成が容易になる利点もある。これは遠距離にある複数の送信機からの信号同士が強め合うように重ね合わせることができるためである（従来の方式では信号同士が干渉で妨げ合うのが普通だった）。

## 応用例
OFDMに基づく既存の標準と製品の概要を以下に列挙する。

### ケーブル
- POTS銅配線による ADSL や VDSL などのブロードバンドアクセス
- 電力線搬送通信 (PLC)
- Multimedia over Coax Alliance（英語版） (MoCA) ホームネットワーク

### 無線
- 無線LAN規格 - IEEE 802.11a、同g、同n、及びHiperLAN/2
- デジタルラジオシステム- DAB/EUREKA 147、DAB+、digital radio mondiale、HD radio、T-DMB 及び ISDB-TSB
- デジタルテレビシステム - DVB-T、ISDB-T
- モバイルテレビシステム - DVB-H, T-DMB, ISDB-T、MediaFLO forward link
- 第四世代携帯電話 (beyond 3G) セルラー方式通信システム - Flash-OFDM（英語: fast low-latency access with seamless Handoff OFDM）、3GPP Long Term Evolution (LTE)
- 無線MAN / Fixed broadband wireless access (BWA) 規格 - IEEE 802.16（またはWiMAX）、HIPERMAN
- mobile broadband wireless access (MBWA) 規格 - IEEE 802.20, IEEE 802.16e (Mobile WiMAX)、WiBro
- 無線Personal Area Network (PAN) ultra wideband (UWB) IEEE 802.15.3a、WiMedia Allianceによって提案された方式。

## 鍵となる特徴

### 利点
- 複雑な等化器を用いずに劣悪な伝送路（チャネル）状況に簡単に適応できる。
- 狭帯域伝送路干渉に対して強い。
- マルチパス伝達による符号間干渉とフェージングに対して頑強。
- 高い周波数利用効率。
- FFTの使用による効率的な実装。
- タイミング同期エラーに対して強い。
- 従来のFDMと違い、調整されたサブチャネルレシーバーフィルタは必要ない。
- シングル周波数ネットワーク (SFN)、すなわち送信機のマクロダイバシティが容易に実現できる。

### 欠点
- ドップラー偏移に影響されやすい。
- 周波数同期問題に影響されやすい。
- ピーク対平均電力比 (PAPR) が高い。このため高価な送信機回路を必要とする割には出力効率が悪い。

## 特性と動作原理

### 直交性
OFDMでは、サブキャリアの周波数はお互いのサブキャリアが直交するように選ばれる。よってサブチャネル同士の混信がなくなるために搬送波干渉ガード帯域が必要とされず、送受信機の設計を大いに単純化できる。具体的には従来のFDMと異なり、各サブチャネルに対し別々のフィルタを用意する必要がない。
直交性のおかげで高いスペクトル効率が得られ、理論上の限界であるナイキスト・レートに匹敵する。割り当てられた周波数帯はほとんど全て無駄なく利用できる。一般にOFDMは「白」に近いスペクトルを持ち、他の共同伝送路ユーザーに対する電磁干渉特性が良性である。
OFDMではその直交性によりFFTアルゴリズムを利用でき、変調器ではIFFT、復調器ではFFTを用いて効率的に実装できる。その原理および利点は1960年代から知られていたが、広く使われるようになるにはFFTを能率的に計算できる低コストのデジタル信号処理ICの普及を待つ必要があった。
OFDMでは受信機と送信機に非常に正確な周波数同期を必要とする。これは、周波数がずれるとサブキャリア間の直交性が崩れてしまい、搬送波間干渉、すなわちサブキャリア間における干渉 (ICI) を引き起こすからである。周波数オフセットは一般的に、送信機や受信機の局部発振器の発振周波数のずれ、もしくは移動によるドップラー偏移が原因である。ドップラー偏移は受信機で単独で補正することが可能ではあるが、マルチパス存在下では反射がさまざまな周波数オフセットに現われるのでより訂正しにくく、状況は悪化する。この影響は一般的に移動速度の増加するにつれ悪化し、高速移動体でのOFDMの使用を制限している重要な要因である。ICI抑制の手法は多数提案されているが、受信機が複雑になるという問題がある。

### シンボル間干渉除去のためのガードインターバル
OFDMの重要な原理の1つは低いシンボルレートの変調方式（すなわち、シンボルがチャネル時間特性と比較して比較的長い）ということであり、マルチパスによって引き起こされるシンボル間干渉が抑えられる、つまり単一の高いシンボルレートの伝送よりも並列にいくつかの低いシンボルレートの伝送を行う方が有利であるということである。それぞれのシンボルの期間は長いので、各OFDMシンボル間にガード・インターバルを挿入することが可能であり、シンボル間干渉を除くことができる。
またガード・インターバルはパルス整形フィルタの必要性を省き、そして同時に時間同期問題による影響を減らすことができる。

単純な例：

もし1秒につき100万のシンボルを無線伝送路上で従来のシングルキャリア変調を用いて伝送すると、それぞれのシンボルの期間は1マイクロ秒以下になる。これはタイミング同期に厳しい制約が付き、マルチパス干渉の除去を必要とする。もし同じ1秒につき100万のシンボルが1000個のサブチャネルに分割すれば、それぞれのシンボルの期間は直交性によりほぼ同じ帯域幅で1000倍、すなわち1ミリ秒と長くできる。シンボル長の1/8の長さのガード・インターバルがそれぞれのシンボルの間に挿入されると仮定する。もし時間遅延（最初の受信と最後の反射の時間間隔）によるマルチパスがガード・インターバルより短ければ、すなわちこの例では125マイクロ秒以下であれば、シンボル間干渉 (ISI) は避けることができる。これは経路の長さで、最大37.5キロメートルの相違に対応する。

ガード・インターバルには基本的にサイクリック・プレフィクス (CP) が送信される。これはOFDMシンボルの終わりの部分のガードインターバルの長さ分のコピーとなっており、ガード・インターバルの後に元のOFDMシンボルが送られる。ガード・インターバルがOFDMシンボルの終わりのコピーから成る理由は、FFTを用いてOFDMの復調を行なう際、各マルチパスをサブキャリアの正弦波周期の整数倍で積分するためである。これによりチャネル推定（等化器）が簡略化できる。

### 簡略化された等化器
例えばマルチパス環境下で発生するフェーディングによる周波数選択性チャネルの影響はサブチャネルが十分に狭帯域である、つまりサブキャリア数が十分多ければ、サブキャリア単位で見ればチャネル特性は一定（平坦）であるとみなすことができる。これによりOFDM受信機は従来のシングルキャリア変調と比較してはるかに単純化することが可能となる。具体的には、等化器（イコライザー）は各サブキャリアに対し一定値もしくはほとんど変化しない値を掛算するだけで済む。

単純な例：

上記の例におけるOFDMの等化は受信機においてOFDMシンボル毎に{\displaystyle N}=1000回の複素掛算、つまり1秒間に100万回の掛算が必要となる。FFTアルゴリズムはOFDMシンボル毎に{\displaystyle N\log _{2}N}=10000回の複素演算、つまり1秒間に1000万回の演算が送受信機双方で必要となる。ここで対応するシングルキャリア変調の場合、つまり1秒に100万個のシンボルと比較すると、シングルキャリアではFIRフィルタを用いて125マイクロ秒の遅延を等化するのにシンボル毎に125回、1秒間では1億2500万回もの掛算が必要となる。

いくつかのOFDMシンボル内のサブキャリアのいくらかはチャネルの状況、つまり各サブキャリアのイコライザーゲインを測定するためにパイロット信号を加えることもできる。このパイロット信号は同期の為にも使用することができる。
DPSKのような差動変調を各サブキャリアに使用した場合であれば、ゆっくりとした振幅と位相の歪に対してはほとんど影響が無いため、等化は完全に省略することも可能である。

### チャネル・コーディングおよびインターリーブ
OFDMは常に前方誤り訂正 (FEC) といったチャネルコーディングが併用されており、大抵は周波数/時間インターリーブが使用される。
周波数（サブキャリア）インターリーブはフェーディングといった周波数選択性チャネル環境下に対する耐性を向上させる。例えば、ある部分のチャネル帯域が減衰する場合、周波数インターリーブにより減衰したチャネル帯域内のサブキャリアによるビットエラーはそのままの状態よりは確実にビット列内に拡散される。同様に、時間インターリーブはビット列内で元々はすぐそばにあったビットを時間的に離して送信することにより、高速移動中に発生する厳しいフェーディングによる影響を軽減することができる。
しかし、例えば静止している受信環境のようなゆっくりとしたフェーディングチャネルにおいては時間インターリーブの効果はほとんどない。また、周波数インターリーブはフラットフェージング（チャネル全体が同時に減衰する）環境下ではほとんど意味が無い。
インターリーブがOFDMに使用される理由は誤り訂正復号器に入力されるビット列内にエラーを拡散させるためである。これは復号器が大量のエラーを含むデータを入力してもすべてのビットエラーを訂正することが不可能であり、爆発的に訂正不可能なエラーが発生するためである。
OFDMベースのシステムに一般的に使われる誤り訂正は畳み込み符号であり、大抵リード・ソロモン符号と併用される。畳み込み符号は内部符号、リード・ソロモン符号は外部符号として使用される。通常は上記の周波数/時間インターリーブがこの2つの符号化の間に追加される。この誤り訂正符号の組み合わせが使用される理由は、畳み込み符号の復号に用いられるビタビ復号器が大量のエラーを含むデータを入力すると短いバーストエラーを発生してしまう、一方リード・ソロモン符号はバーストエラーを訂正するのに本質的に適しているということからである。
最近では復号器を求める解のために繰り返し使用するような環境においてより最適なターボ原理に基づく誤り訂正符号を採用している。このような誤り訂正符号の種類の例にはターボ符号と低密度パリティ検査符号 (LDPC) が使用されている。しかしこれらの符号は加算性白色ガウス雑音 (AWGN) チャネルにおいてシャノン限界に近づく性能を発揮するだけであり、これらの符号を採用したシステムでは無線チャネルでの性能を向上させるためリード・ソロモン符号（例：MediaFLOシステム）またはBCH符号（例：DVB-S2システム）を組み合わせている。

### 適応伝送
チャネルに関する情報が受信機側から送られるならば、劣悪なチャネル状況に対する耐性をさらに強めることができる。適応変調ではこのフィードバック情報に基づき、サブキャリア全体、もしくは個別にチャネルコーディングと電力配分を変更することが可能である。後者の場合、特定の範囲の周波数帯域が干渉もしくは減衰している時にはその帯域のサブキャリアを使用不可能にする、もしくはより頑強な変調やエラーコーディングを適用して低速で伝送させることもできる。
離散マルチトーン変調 (DMT) はOFDMをベースとしており、ビットローディングと呼ばれる手法を用いてサブキャリアを個別にチャネル状況に適応させる通信システムである。この代表例がADSLやVDSLである。
アップリンクとダウンリンクの速度は目的に応じてサブキャリアを割り当てることにより可変にすることができる。適応レートDSLはリアルタイムでサブキャリアの割り当てを変更することができる。これにより同一チャネルによる干渉に適応でき、帯域を必要とするユーザーに割り振ることができる。

### 多元接続への拡張
OFDMシステムの基本形態は1つの伝送路内でOFDMシンボルを用いてデータを伝送する形態であることから、デジタル変調技術であるがマルチユーザーチャネルアクセス技術ではないと考えられる。しかしOFDMは時間/周波数/コーディング分割を利用することにより多元接続（マルチアクセス）を組み込むことができる。
直交周波数分割多元接続 (OFDMA) では、異なるユーザーに異なるサブキャリアを割り当てることで周波数分割多元接続を実現している。OFDMAはユーザーそれぞれに異なる数のサブキャリアを割り当てることでCDMAのようにサービス品質を差別化でき、CDMAのような複雑なパケットスケジューリングや媒体アクセス制御スキームといった問題を回避できる。一般的にWiMAXで知られるIEEE 802.16規格はOFDMAを採用している。
OFDM-CDMAとしても知られるマルチキャリア符号分割多元接続 (MC-CDMA) では、ユーザーのコーディング分離のためCDMAのスペクトラム拡散通信とOFDMが組み合わされている。手動の固定チャネル割当（FCA、英語: fixed channel allocation）の周波数設定が単純化される、または複雑な動的チャネル割当（DCA、英語: dynamic channel allocation）設定を回避できる割には同一チャネル干渉を低減できるメリットがある。

### スペース・ダイバーシティ
OFDMベースの広範囲放送規格では、受信機は複数の空間的に離れた送信機からの信号を同時に受信することで様々なメリットを得ることができる。これは複数の送信機からの信号の発信は限定されたサブキャリア間の干渉を引き起こすだけであり、一般的には広範囲の信号増強になるためである。これは多くの地域において複数の送信機が同じ周波数帯で同じ信号を同時に送信する単一周波数ネットワーク（SFN、英語: single frequency networks）を可能にするメリットがある。SFNは送信データを異なる周波数に置き換えて再送信する従来の複数周波数ネットワーク（MFN、英語: multi-frequency networks）と比較してはるかにスペクトルを効率よく利用できる。SFNは異なる送信機間にある受信機においても結果的にダイバーシティ利得の増加のみとなる。これにより全てのサブキャリアの受信信号平均強度が増えるため、MFNと比較しカバーエリアは広がり、ユーザが必要レートを下回る確率は比較的減少する。
ガードインターバルはデータに冗長性を持たせる、つまり伝送容量を減らすだけであるが、放送システムで使用されるようなOFDMシステムは意図的に長いガードインターバルを使用している。これはSFNにおいて送信機間隔をより大きくすると同時に、SFNセルサイズをより拡大できるようにするためである。SFNにおける送信機間隔の最大距離は信号がガードインターバル期間内に進む距離と同程度とするのが目安である。例えば、ガードインターバルが200マイクロ秒であれば送信機間隔は最大60kmとなる。
SFNは送信機マクロダイバーシティの一形態であると言える。この概念ではSFNグループのタイムスロットを変更する動的単一周波数ネットワーク (DSFN) の利用が可能である。
OFDMはアレイアンテナやMIMOチャネルといった他の種類のスペース・ダイバーシティと組み合わせることも可能である。これは無線LANの標準規格のひとつであるIEEE 802.11nで使用されている。

### 線形増幅器
OFDM信号は独立した位相を持つサブキャリアを組み合わせたものであるので、各サブキャリアの位相の組み合わせによっては高いピーク電力を持つことがある。このため、ピーク対平均電力比 (PAPR) が高くなるという問題がある。この高いPAPRを取り扱うには以下の要素が必要となる。
- 高分解能デジタル-アナログ変換回路 (DAC)（送信機側）
- 高分解能アナログ-デジタル変換回路 (ADC)（受信機側）
- 線形信号伝達（アンプ等）

信号伝達において非線形性が存在すると、以下のような相互変調ひずみが発生する。
- ノイズフロアの上昇
- シンボル間干渉 (ISI) の発生
- 帯域外へのスプリアス放射

特に送信機のRF出力回路で使用される増幅器は消費電力の増加を抑えるために非線形で設計されていることが多く、線形性を保つには条件が厳しい。実用化されているOFDMシステムでは多少のピーククリッピングを許容することによってPAPRの抑圧と上記の問題とのトレードオフを慎重に図っている。しかし、フィルタによってスプリアス放射を法律で規定されるレベルまで低減させる手法はクリッピングにより抑えられたピークを元に戻してしまうという問題があるため、クリッピングはPAPRの抑圧にはあまり効果が無いといえる。
OFDMの周波数利用効率は地上･宇宙空間での通信には非常に魅力的ではあるが、高いPAPR問題のためOFDMシステムは地上での利用に限られている。また、LTEではPAPRが問題となり、アップリンクにはPAPRの小さいSC-FDMAが採用された。

## 理想的なシステムモデル
ここでは時不変AWGNチャネルに適した単純な理想的OFDMシステムモデルについて説明する。

### 送信機
OFDM信号はいくつかの直交したサブキャリアをあわせたものであり、ベースバンドデータは一般的に直交振幅変調 (QAM) または位相偏移変調を用いて独立して変調されサブキャリアに乗せられる。この合成されたベースバンド信号は一般的に高周波数の搬送波で変調される。
{\displaystyle s[n]}は2進数のデータ列である。逆多重化により、このデータはまずN個の並列データに分離され、それぞれQAMやPSKなどにより変調され（おそらく複素の）シンボルデータ列となる。
これらのシンボル列をIFFTで計算すると、N個の時間領域の複素データが得られる。標準的な方法では次にこれらのデータをパスバンド信号へと直交変調する。まず、（IFFTから出力された複素データの）実数と虚数の成分をそれぞれデジタル-アナログ変換回路を用いてアナログ信号に変換する。このアナログ信号を搬送波周波数{\displaystyle f_{c}}の余弦波と正弦波を用いて変調（アップコンバージョン）する。その後これらの信号を合成すると伝送信号{\displaystyle s(t)}が得られる。
なお、直交振幅変調や位相偏移変調などによる変調を「一次変調」、それらをさらにIFFTすることを「二次変調」と呼ぶ場合がある。

### 受信機
受信機では受信信号{\displaystyle r(t)}を搬送波周波数の余弦波と正弦波を用いて直交変調（ダウンコンバージョン）しベースバンド信号にする。この時中心周波数{\displaystyle 2f_{c}}の信号が生成されるので、ローパスフィルタを用いて除去する。このベースバンド信号をアナログ-デジタル変換回路を用いてサンプリング･デジタル信号化し、FFTを用いて周波数領域のデータへと戻す。
このN個の並列データをそれぞれ適当なシンボル検出器（復調器）を用いて2進数のデータへと変換する。これらのデータは再び直列データ列{\displaystyle {\hat {s}}[n]}に結合され、送信された元の2進データの推定値となる。

## 数学的な説明
{\displaystyle N}個のサブキャリアが使われ、さらにそれぞれのサブキャリアが{\displaystyle M}選択シンボルで変調されている時、OFDMシンボル基礎は{\displaystyle M^{N}}結合されたシンボルから成り立つ。
等価ベースバンドOFDM信号は次のように表現される。
{\displaystyle \ \nu (t)=\sum _{k=0}^{N-1}X_{k}e^{j2\pi kt/T},\quad 0\leq t<T,}
{\displaystyle \{X_{k}\}} : データシンボル
{\displaystyle N} : サブキャリア数
{\displaystyle T} : OFDMシンボル長
周波数{\displaystyle 1/T} 間隔で配置されたサブキャリアは全て同一OFDMシンボル内で直交している。この固有性は以下のように表される。 
{\displaystyle {\begin{aligned}&{\frac {1}{T}}\int _{0}^{T}\left(e^{j2\pi k_{1}t/T}\right)^{*}\left(e^{j2\pi k_{2}t/T}\right)dt\\=&{\frac {1}{T}}\int _{0}^{T}e^{j2\pi (k_{2}-k_{1})t/T}dt=\delta _{k_{1}k_{2}}\end{aligned}}}
{\displaystyle (\cdot )^{*}} : 複素共役
{\displaystyle \delta \,} : クロネッカーのデルタ
マルチパスフェージング伝送路によるシンボル間干渉を避けるために、長さ{\displaystyle Tg} のガードインターバルがOFDMシンボルの前に挿入される。このガードインターバルにサイクリック・プレフィクスが使用される。つまり、{\displaystyle -T_{\mathrm {g} }\leq t<0}における信号は{\displaystyle (T-T_{\mathrm {g} })\leq t<T}における信号と同一である。cyclic prefixを用いたOFDM信号は以下のように表せる。
{\displaystyle \ \nu (t)=\sum _{k=0}^{N-1}X_{k}e^{j2\pi kt/T},\quad -T_{\mathrm {g} }\leq t<T}
上記のベースバンド信号は実数または複素数のどちらかになる。実数値のみの等価ベースバンド信号は一般的にベースバンド伝送に用いられる。DSLのような有線アプリケーションはこのアプローチが使われる。無線アプリケーションでは、等価ベースバンド信号は一般的に複素数の値をとる。この場合、送信信号は搬送周波数{\displaystyle f_{c}}にアップコンバージョンされる。一般に、送信信号は次のように表すことができる。
{\displaystyle {\begin{aligned}s(t)&=\Re \left\{\nu (t)e^{j2\pi f_{c}t}\right\}\\&=\sum _{k=0}^{N-1}|X_{k}|\cos \left(2\pi [f_{c}+k/T]t+\arg[X_{k}]\right)\end{aligned}}}

## 実用

### OFDMシステム比較テーブル
さまざまな一般的なOFDMベースのシステムに関する重要な特徴を以下の表に示す。
| 規格名                                           | DAB Eureka 147                          | DVB-T                                             | DVB-H                                             | DMB-T/H                                      | IEEE 802.11a                            |
| ------------------------------------------------ | --------------------------------------- | ------------------------------------------------- | ------------------------------------------------- | -------------------------------------------- | --------------------------------------- |
| 批准された年                                     | 1995                                    | 1997                                              |                                                   | 2006                                         | 1999                                    |
| 現在の機器の周波数レンジ (MHz)                   | 174 - 240 1452 - 1492                   | 470 - 862                                         | 470 - 862                                         | 470 – 862                                    | 4915 - 5825                             |
| Channel spacing B (MHz)                          | 1.712                                   | 8                                                 | 8                                                 | 8                                            | 20                                      |
| サブキャリアの数 N                               | 192, 384, 768 or 1536                   | 2K mode: 1705 8K mode: 6817                       | 1705, 3409, 6817                                  | 1（シングルキャリア） 3780（マルチキャリア） | 52                                      |
| サブキャリアの変調方法式（一次変調）             | DQPSK                                   | QPSK, 16QAM or 64QAM                              | QPSK, 16QAM or 64QAM                              | 4QAM, 4QAM-NR, 16QAM, 32QAM and 64QAM.       | BPSK, QPSK, 16QAM or 64QAM              |
| 使用されるシンボル長 (symbol length) TU (μs)     |                                         | 2K mode: 224 8K mode: 896                         | 224, 448, 896                                     |                                              | 3.2                                     |
| 追加されるガードインターバル TG (Fraction of TU) |                                         | 1/4, 1/8, 1/16, 1/32                              | 1/4, 1/8, 1/16, 1/32                              | 1/4, 1/6, 1/9                                | 1/4                                     |
| サブキャリアの配置間隔 Δf = 1/(TU) ≈ B/N (Hz)    |                                         | 2K mode: 4464 8K mode: 1116                       | 4464, 2232, 1116                                  | 8 M (single-carrier) 2116 (multi-carrier)    | 312.5K                                  |
| Net bit rate R (Mbit/s)                          | 0.576 - 1.152                           | 4.98 - 31.67 (typically 24)                       | 3.7 - 23.8                                        | 4.81 - 32.49                                 | 6 - 54                                  |
| スペクトル効率 R/B (bit/s/Hz)                    | 0.34 - 0.67                             | 0.62 - 4.0                                        | 0.62 - 4.0                                        | 0.60 - 4.1                                   | 0.30 - 2.7                              |
| FEC                                              | 畳み込み符号 code rates:1/4, 3/8 or 1/2 | 畳み込み符号 code rates:1/2, 2/3, 3/4, 5/6 or 7/8 | 畳み込み符号 code rates:1/2, 2/3, 3/4, 5/6 or 7/8 | BCH符号                                      | 畳み込み符号 code rates:1/2, 2/3 or 3/4 |
| その他のFEC（もしあれば）                        | None                                    | RS(204,188,t=8)                                   | RS(204,188,t=8) + MPE-FEC                         | LDPC code rates:2/5, 3/5 or 4/5              |                                         |
| Maximum travelling speed (km/h)                  | 200 - 600                               | 53 - 185                                          |                                                   |                                              |                                         |
| Time interleaving depth (ms)                     | 385                                     | 0.6 - 3.5                                         | 0.6 - 3.5                                         | 200 - 500                                    |                                         |
| 適応伝送 （ほかにあれば）                        | None                                    | None                                              |                                                   |                                              |                                         |
| 多元接続の方式 （ほかにあれば）                  | None                                    | None                                              |                                                   |                                              |                                         |
| データ圧縮の種類                                 | 192 kbit/s MPEG2 Audio layer 2          | 4 Mbit/s MPEG2                                    |                                                   | Not defined (MPEG-2 or H.264 w/MP2)          |                                         |

### ADSL
OFDMはG.DMT (ITU G.992.1) 規格に従い、既存の銅線（電話線）を用いた高速データー通信を行うADSL接続で使われている。
長い銅線では信号の高周波成分が減衰する。OFDMは周波数選択性減衰や狭帯域干渉に対処することが可能であり、この事実がOFDMがADSLモデムのようなアプリケーションで多用される主な理由である。しかしながら、DSLはすべての銅線の組で使うことができない。もし電話交換局に入っている電話回線の25%以上がDSLのために使われた場合、干渉が大きな問題となる可能性がある。
実験用アマチュア無線用途では、ユーザーは商業的でいつでもすぐ買えるADSL機器に、そのユーザーが認可されている無線周波数帯域へと周波数を単に移動させるラジオトランシーバーを取り付けたりしていた。

### 電力線搬送通信

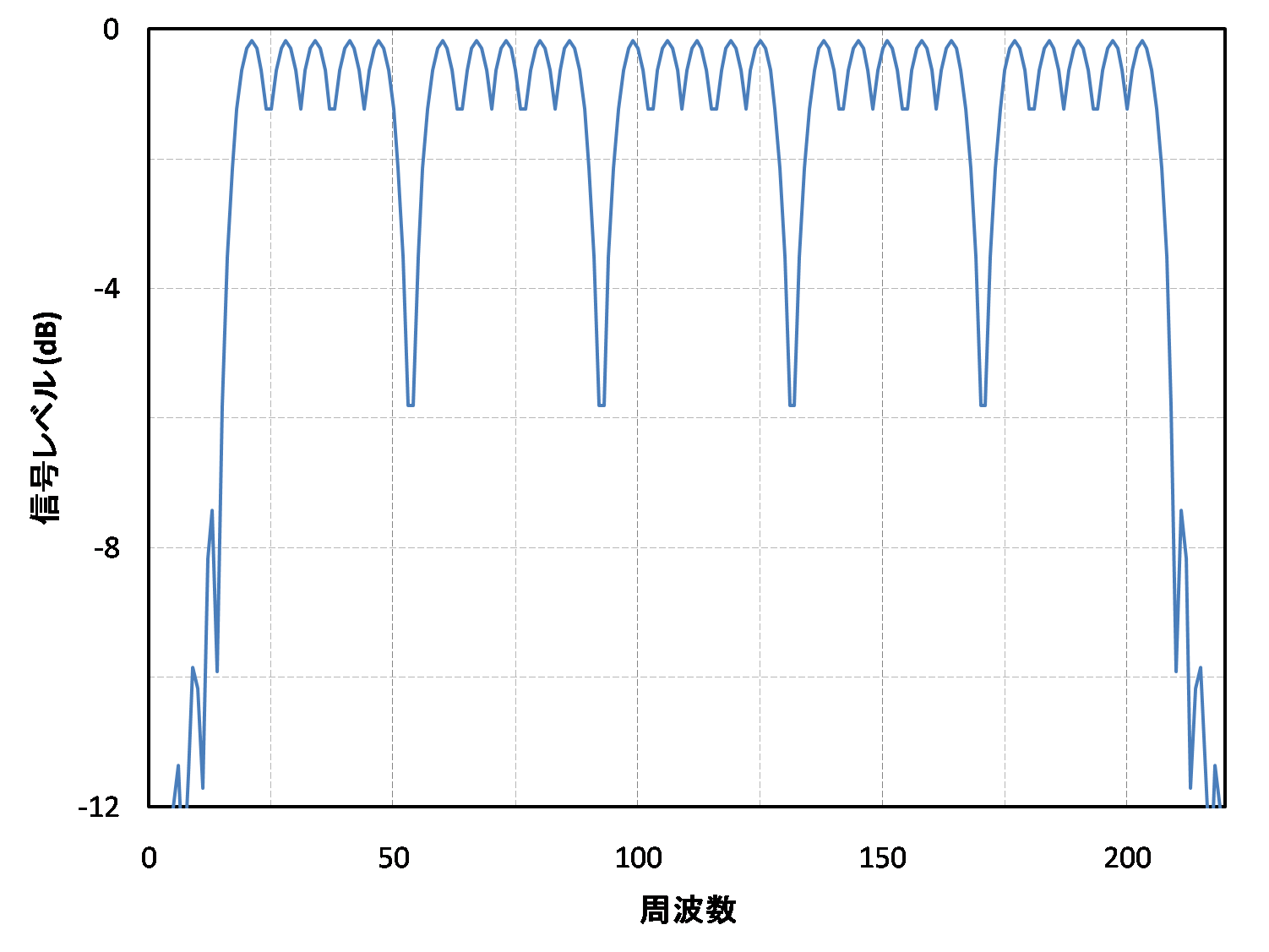
OFDMによるノッチ
（サブキャリア5個ごとに1個（1サブキャリア分）のノッチの例）

OFDMは家庭内の電力配線を用いて通信回線を構築する電力線搬送通信に使用されている。OFDMで可能な適応変調（例：QPSKから16-QAMへの変更）は特に電力配線のような雑音が多い伝送路に対して重要となる。
なお高速PLCにおいては、漏洩電波（電磁両立性のエミッション）などの問題で、OFDM信号に「ノッチ」と呼ばれる特定の周波数帯域を減衰させる技術が使われる。ノッチ帯域を作り出すには、OFDMの一部のサブキャリアを使用停止にする。

### 無線LANおよびMetropolitan Area Network (MAN)
OFDMはIEEE 802.11a/g/nやWiMAXなどのワイヤレスLAN/WANアプリケーションにおいて使用されている。
IEEE 802.11aは5GHz帯域を使用し、6-54Mbit/sの通信速度が規定されている。変調方式にはBPSK、4-QAM (QPSK)、16-QAM、64-QAMの4つといくつかの畳み込み符号（誤り検出訂正）が使用される。これによりその時々の通信状況に合わせて最適な通信速度とエラーレートに変更することが出来る。
米国ではワイヤレスISPであるClearwire社が2.5GHz帯のWiMAXネットワーク拡大において変調方式にOFDMを使用している。日本でもUQコミュニケーションズ社がモバイルWiMAXのサービス事業を展開している。

### 地上デジタルラジオおよびテレビ

地上デジタルテレビ方式の分布図。緑がISDB-T、青がDVB-Tを採用している地域である。

ヨーロッパとアジアでは主にOFDMが用いられるデジタルテレビ及びラジオ規格が採用されている。
地上デジタルテレビでは日本、ブラジルでは日本放送協会が中心となって策定されたISDB-Tが採用されており、またヨーロッパ・アジアの多くの地域ではDVB-Tが採用されている。
OFDMを利用していることにより、アナログ放送ではゴースト現象として問題となったマルチパスによる問題が緩和され、SFNが実現可能であるため中継時に周波数変換をして再送する必要がなく、周波数を有効活用できるメリットがある。

### DVB-T
欧州委員会の指示により、欧州共同体内の視聴者に送信される全てのテレビサービスは認められたヨーロッパの標準化団体によって標準化された変調システムを使用しなければならないことになっている。
そしてその標準規格はデジタルビデオブロードキャスティングプロジェクト (DVB Project) によりフレーム構造、チャネルコーディング、変調方式が策定された。
この標準規格は慣習的にDVB-Tと呼ばれており、これには変調にCOFDMが必要となっている。現在DVB-Tはデジタルテレビシステムとしてヨーロッパを中心に広い地域で利用されている。

### ISDB（日本の地上デジタル放送）で使われるBST-OFDM
日本ではBST-OFDMシステムが提唱されており、日本のデジタル放送規格であるISDB-T、ISDB-TSB、ISDB-C放送システムで使われるものである。BST-OFDMはいくつかのOFDMキャリアが同一多重内で異なる変調が可能であるということを利用し、COFDMを改善している。既にCOFDMのいくつかの形式は階層的な変調が可能であるが、BST-OFDMはこれをさらに柔軟にすることを目的としている。6MHzの1つのテレビチャンネル帯域は「セグメント」に分割することができ、セグメント毎に異なる変調を行い、異なるサービスに使用される。
例えば、BST-OFDMでは音声、データ、映像といったサービスをそれぞれ数本のキャリアから成る異なるセグメントに分けて同一の6MHzの帯域内で送信することが可能である。さらに例えばテレビ放送を高いマルチパス環境内の固定受信に最適化しつつ、音声やデータは移動体受信に最適化できるといった異なるパラメータで変調することが可能である。
地上デジタル放送規格であるISDB-Tでは1つのチャンネルに割り当てられる周波数帯を13個のセグメントに分割し、中心の1セグメントは移動体受信（ワンセグ）向けにビットレートを落としてその引き換えに低性能なアンテナでの受信などを可能にし、残りの12セグメントは固定受信向けにビットレートを高くしている。また今後予定されているデジタルラジオについても同様の手法が使用される予定であったがこれは中止された。